# 电子地图
电子地图（英語：electronic map）也称数码地图（digital map），是利用计算机技术、以数码方式存储和查阅的地图。電子地圖儲存資訊的方法，一般使用向量式圖像儲存，地圖比例可放大、縮小或旋轉而不影響顯示效果，早期使用點陣圖式儲存，地圖比例不能放大或縮小，现代电子地图软件一般利用地理信息系统来储存和传送地图数据，也有其他的信息系统。

## 介绍
电子地图可以非常方便地对普通地图的内容进行任意形式的要素组合、拼接，形成新的地图。可以对电子地图进行任意比例尺、任意范围的绘图输出。非常容易进行修改，缩短成图时间。可以很方便地与卫星影像、航空照片等其他信息源结合，生成新的图种。可以利用数字地图记录的信息，派生新的数据，如地图上等高线表示地貌形态，但非专业人员很难看懂，利用电子地图的等高线和高程点可以生成数字高程模型，将地表起伏以数字形式表现出来，可以直观立体地表现地貌形态。这是普通地形图不可能达到表现效果。
电子地图种类很多，如地形图、栅格地形图、遥感影像图、高程模型图、各种专题图等等。

## 著名的电子地图
- 谷歌地图
- 必应地图
- 百度地图
- 高德地图